# Boulaur
Boulaur este o comună în departamentul Gers din sudul Franței. În 2009 avea o populație de 154 de locuitori.

## Evoluția populației
| An        | 1975 | 1982 | 1990 | 1999 | 2006 | 2009 |
| --------- | ---- | ---- | ---- | ---- | ---- | ---- |
| Populație | 154  | 140  | 126  | 128  | 146  | 154  |